# Mandelinka topolová
Mandelinka topolová (Chrysomela populi) je brouk, jehož larvy poškozují listy žírem. Škodí především na topolech, při přemnožení způsobuje holožír.

## EPPO kód
CHRSPO

## Synonyma patogena

### Vědecké názvy
Podle EPPO a Biolib je pro patogena s označením mandelinka topolová (Chrysomela populi) používáno více rozdílných názvů, například Chrysomela vigintopunctata nebo Melasoma vigintipunctata.

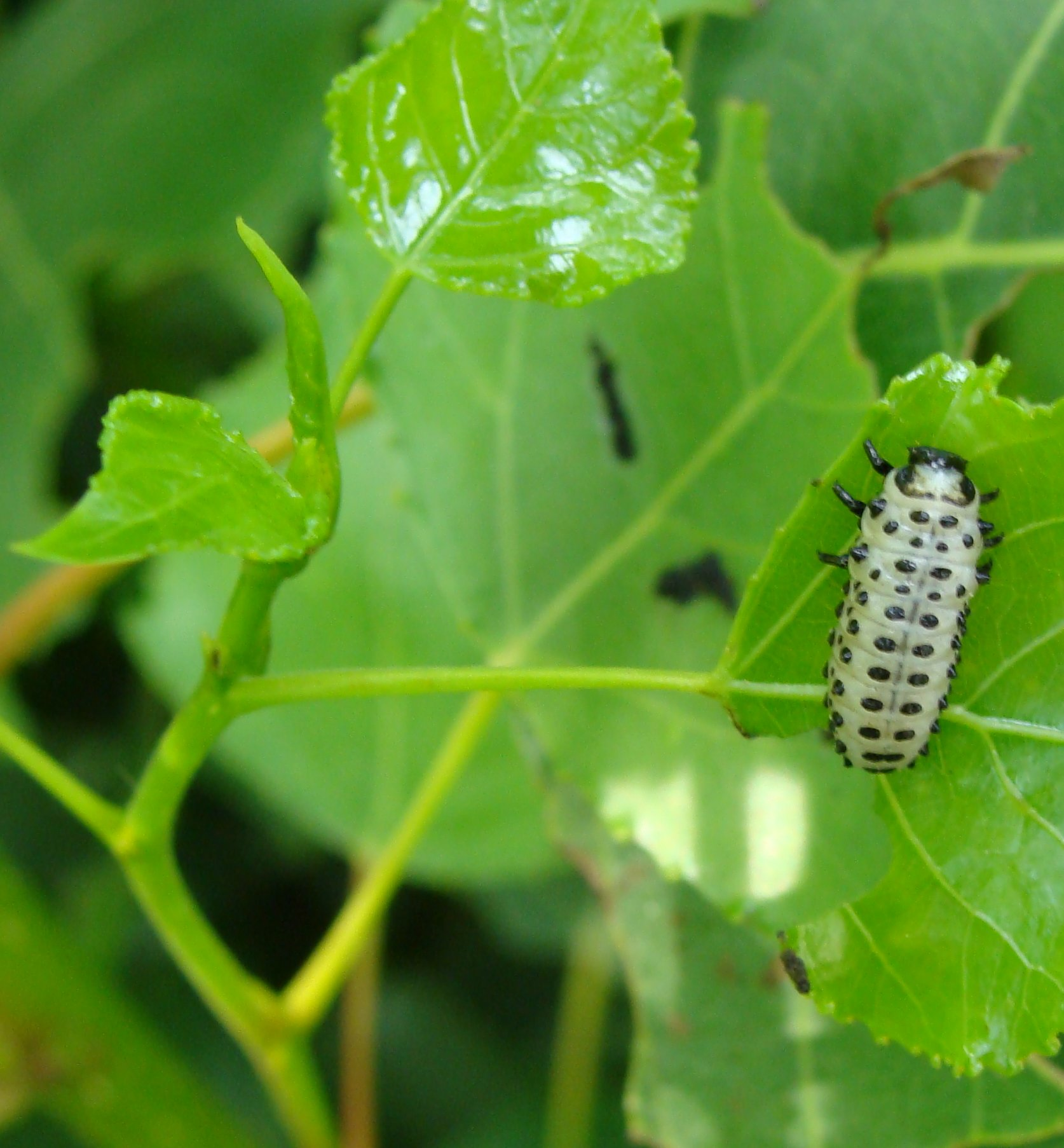
Larva.

## Zeměpisné rozšíření
Mandelinka topolová je rozšířená v Evropě., kde je běžným druhem ve většině zemí včetně Česka. Dále se vyskytuje v Asii.

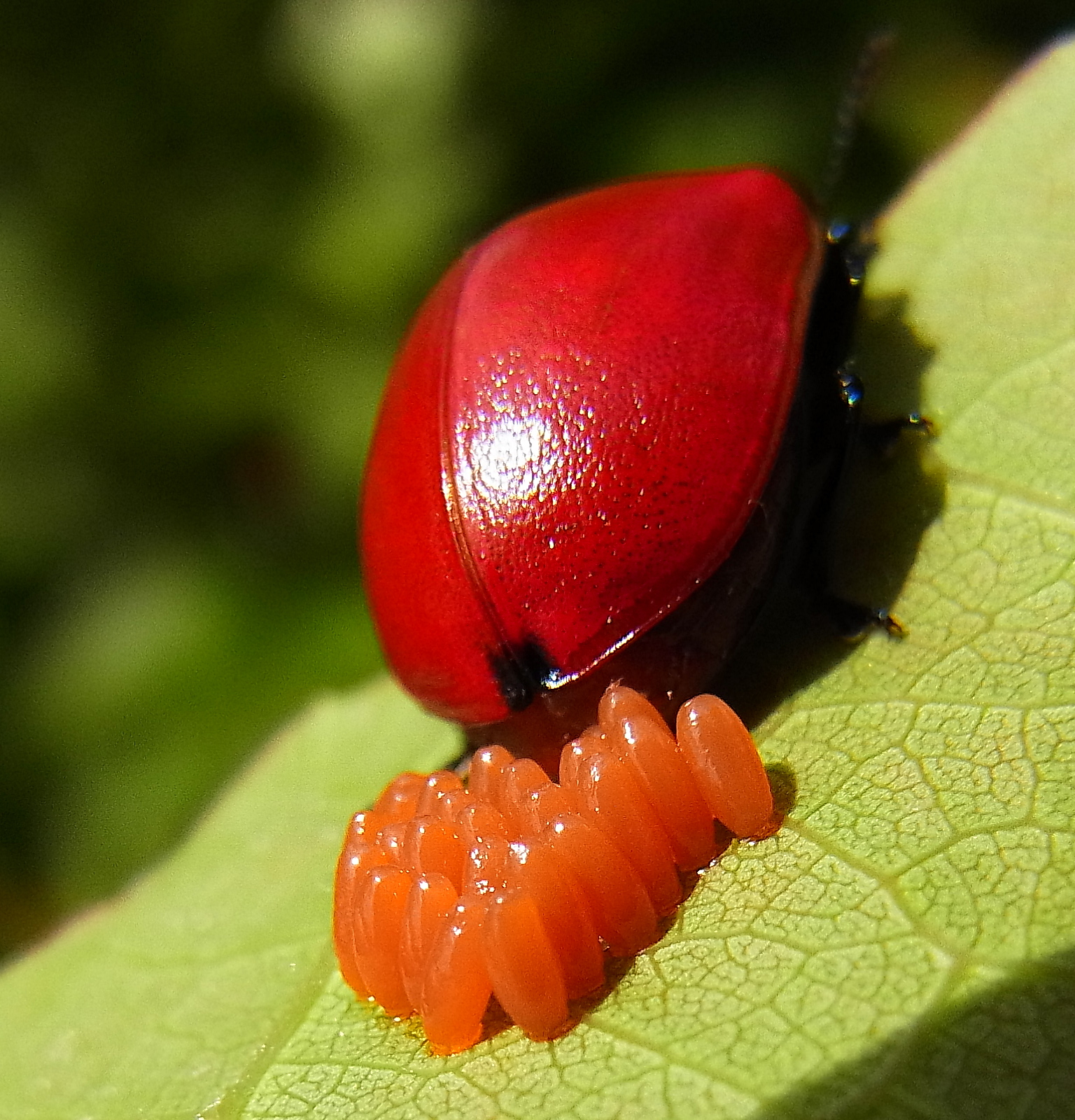
Samička kladoucí vejce.

## Popis
Brouci jsou lesklí, kulatí, mírně podlouhlí, 8–12 mm velcí. Krovky jsou nahnědle červeně zbarveny. Někteří jedinci mohou být zbarveni oranžově.
Larvy jsou až 15 mm velké, v mládí černé, později špinavě žlutobílé s černými skvrnami a bradavkami.

## Biologie
Přezimují dospělí brouci. V květnu kladou na spodní stranu listů vajíčka. Mladé larvy se zdržují na spodní straně listů. Horní pokožka listů není poškozena. Larvy se často zdržují společně, ve skupinách. Vyžírají hromadně plošky ve spodní pokožce listů. Později se rozlézají po listech, které skeletují nebo děrují. Dorostlé larvy se kuklí na listech. V příznivých letech má druh až tři generace.
Vyskytuje se v lesích, parcích a v okolí řek s výskytem hostitelských rostlin, zejména v nížinách. Živí se úživným žírem na topolech a podle dostupných informací je hostitelskou rostlinou i vrba. Na další území se šíří okřídlenými dospělci.
Mezi jeho přirozené nepřátele patří mnoho druhů kuklic (Tachinidae) a vosy (Ichneumonidae). Masožravé larvy druhu Xanthandrus comptus se rovněž živí tímto druhem.

## Rostlinolékařský význam
Při přemnožení může způsobit totální holožíry. Příznakem napadení jsou zcela skeletované listy a larvy na listech.
V případě velkého přemnožení lze larvy a brouky posbírat ručně (na malé ploše). Pro chemickou ochranu se používá Vaztack 10 EC, Decis Mega nebo dále Agrion Delta a Fast M.